# 나트륨 통로
전압 개폐 나트륨 통로, 또는 나트륨 채널은 세포막에 존재하면서 막 전위에 따라 열리고 닫히면서 나트륨을 통과시키는 막 단백질이다. 신경세포와 근육세포등 흥분성세포의 세포막에 주로 존재하면서 활동전위를 발생시킨다.
신경 세포, 근세포, 특정 신경교세포와 같은 흥분성 세포에서 나트륨 통로는 활동전위의 상승 단계를 담당한다. 정지 상태, 활성 상태, 비활성 상태라의 세 상태를 거쳐 작동한다. 정지상태와 비활성상태는 이온들이 흐르지 않도록 통로가 막혀있다는 것은 동일하지만, 구조에 차이가 있다.